# 笑福亭枝鶴 (5代目)
5代目 笑福亭 枝鶴（しょうふくてい しかく、1945年9月5日 - 2018年1月8日）は、元落語家。祖父が5代目笑福亭松鶴、父が6代目笑福亭松鶴。本名は竹内日吉。出囃子『だんじり』。愛称は「しーちゃん」、6代目松鶴は「しー」（子供の頃は「しーこ」）と呼んでいた。

## 来歴
もともと落語家志望ではなかったが、学校の勉学がいやで中学卒業の1961年5月に実父である6代目松鶴に入門し、5代目笑福亭光鶴を名乗る。1963年9月より、2代目桂春蝶の主導で千日前にある自安寺を会場として始まった「上方ばなし若手会」に参加する。最初の参加メンバーである春蝶・光鶴・3代目笑福亭仁鶴・桂小米（後の2代目桂枝雀）・桂朝丸（後の2代目桂ざこば）は「若手五人会」を称した。
1970年から翌年頃にかけて、父・6代目松鶴の意向により3代目桂小文枝（のち5代目桂文枝）の預かり弟子となる。吉本興業の花月劇場チェーンで、高座や「はなしか団地」などに出演して一門の笑福亭仁鶴や月亭可朝、桂三枝（現・6代 桂文枝）、4代目林家小染らとともに芸を磨いていたが、1年間しか続かなかった。
1973年10月、道頓堀角座にて、10代目桂小米の2代目桂枝雀襲名、桂小春の4代目桂福團治襲名と同時に、5代目笑福亭枝鶴を襲名。その後、1978年にいったん芸界を離れたが、1986年に復帰する。この間の1984年に、弟子の笑福亭小つるは、松鶴の門人に移った。
松鶴と枝鶴が所属する松竹芸能は、1987年にオープンする浪花座で、6代目松鶴を2代目笑福亭松翁、初代森乃福郎を3代目桂文之助、枝鶴を7代目笑福亭松鶴とする襲名興行の開催を、1986年3月から計画したが、同年9月に6代目松鶴が没したため実現しなかった。6代目松鶴の命日は自身および祖父の5代目笑福亭松鶴の誕生日でもあった。
6代目松鶴の一周忌となる1987年9月5日の夜に、北御堂・津村ホールで「笑福亭松鶴一周忌 第一回笑福亭枝鶴独演会」が開催された。枝鶴の演題は『初天神』『鴻池の犬』『一人酒盛』で、トリの『一人酒盛り』の出囃子は父の6代目松鶴と同じ「船行き」を用いた。戸田学によるとその日の高座は「派手さはないが上方落語本流の堅実な芸風」だった。枝鶴は「来年からもこの会を恒例にしたい」と意欲を示し、将来7代目松鶴を襲名する計画のためでもあった。しかし、その約2週間後、浪花座で開催された「六代目笑福亭松鶴追善特別興行」（1987年9月22日 - 28日）の初日、トリを務める予定にもかかわらず姿を見せなかった。家を出たところまでは確認したがその後、行方不明になった。初日のトリは『鴻池の犬』の予定で、劇場前で縁起づけの鏡開きの司会をしていた6代目笑福亭松喬が代演することとなり、松喬は急遽、弟子に紋付を持参させる羽目となった。楽日はネタおろしとなる『らくだ』をトリで演じることになっており、松喬は枝鶴に『鴻池の犬』と『らくだ』のテープを稽古用に渡していた。楽日のトリも松喬が務め、結果として枝鶴失踪の穴を松喬が丸々埋める形となった。当時、一門で『らくだ』を演じることができたのは松喬以外にほとんどいなかった。松喬は「責任を果たせた。やっとこの興行が終わるんやとホントにヤレヤレという気持ち」であったとのちに述べている。
数日後、関係者が連絡を取ることができ、責任の重さに耐えかねてノイローゼになったのが興行に出なかった理由だったと言い、復帰を願うも、松竹芸能は受け入れず、専属契約を解除され、上方落語協会からも除名追放された。廃業し、芸界を引退。枝鶴は過去にも失踪しており、借金や女性とのトラブルもあったがその度に松鶴に事後処理を任せ、仕事に復帰できていた。しかしこのときばかりは松竹芸能がそれを認めることはなかった。
笑福亭松枝は枝鶴が誘惑に弱く、甘い言葉に酔って後先考えないノイローゼとは一番離れた人間で、本人もそれをわかっており、しんどかったり堅いこと難しいことが面倒であったため、性根を叩き直すか最低限の労働と対価についてを教えるべきで、安易に落語家になり、仕事と地位を得てそれが何のおかげかわからなかった結果であると指摘。枝鶴の幼少期に松鶴と別離しているため一番、子供のそばにいなければならない時期に父がおらず、もっと長く子供のために生きた方が良かったことや、松鶴のような落語ではない他の道を模索していれば、と語っている。
持ちネタは『宿替え』『竹の水仙』『禁酒関所』『ろくろ首』『道具屋』『刻うどん』『へっつい盗人』など豊富であった。
笑福亭小つるは、2008年7月に6代目枝鶴を襲名することが発表され、2010年10月22日に襲名した。
5代目枝鶴は廃業後長らく消息不明状態であったが、2025年6月9日、愛弟子であった6代目枝鶴が9月に予定している独演会『芸歴五十年記念の会in心斎橋角座』の記者発表会の席で「5代目枝鶴は2018年1月8日に亡くなりました」と明らかにした。72歳没。6代目枝鶴によると、2005年に一度面会したことがあり、「戻ってきたらどうですか」と声をかけると舞台復帰を望む言葉を口にしたが、関係者への謝罪が先と諭した6代目に対して「どうでもええ」と取り合わず、舞台に立ちたいとしか言わなかったという。この態度に6代目は落胆し、以後接触を持つことはなかった。死去は大阪市大正区役所から聞かされたといい、元5代目の晩年の生活ぶりについて区役所に問い合わせると、生活保護を受け、体調を悪化させて転院する間に認知症を患って施設にいたという。また6代目枝鶴は、5代目の死去については3代目笑福亭仁鶴（2021年没）の存命中は気遣いから発表できなかったこと、今回、自身の芸歴50年という節目となることから公表したことを明らかにしている。6代目はそれでも「弟子入りしたことは何の後悔もない。枝鶴の弟子でよかった。いなくなったのはつらい」と述べた。記者会見と訃報を記事にしたのは、日刊スポーツ・スポーツ報知・週刊大阪日日新聞のみであった。

## 人物
5代目文枝は『あんけら荘夜話』において、枝鶴について「父に対して甘えがある」「刹那刹那を生きている」「父の私生活が無茶苦茶なため、息子に対して押さえが利かない」と批評をしている。6代目松喬は、枝鶴は『鴻池の犬』も『らくだ』も落語会本番までに覚えきることができず、そのことが不安になって失踪した、またそういう弱さを持った人だったと振り返っている。
父である6代目松鶴との関係は円満とは言えず、特に子供の頃は冷たく扱われていたようである。その理由として6代目笑福亭松喬は自著で、子供の頃に次のようなことがあったとしている。父・6代目松鶴は生涯4度の結婚および同棲をしており、枝鶴は最初の夫人との子で、最初の夫人とは死別、2番目と3番目は離婚で別れた。4番目の相手が「あーちゃん」こと衣笠寿栄であった。衣笠は今里新地の芸妓をしたあと教師の男性と結婚して二男一女をもうけたが、その夫は太平洋戦争に出征したまま帰らず、衣笠は戦争未亡人となった。戦後は小料理屋を営み、そこに6代目松鶴が通うようになって気に入り同棲を始めるようになったが、結婚して入籍すると遺族年金が入らなくなり、さりとて6代目松鶴の稼ぎだけでは到底足らず、弟子の養いなどでやりくりが大変だから、遺族年金を受け取るために敢えて籍は入れなかった。衣笠と同棲し始めた頃、一家は6代目松鶴、衣笠に日吉(枝鶴)と衣笠の連れ子の6人で住んでいたが、日吉の居場所がいつの間にかなくなり、やがて日吉は今里に住んでいた祖父・5代目松鶴の2番目の妻の元で暮らすこととなった。ある時、日吉は徒歩で今里から帝塚山の松鶴宅まで行き、父に会いに行ったところ、「何しに来たんや、帰れ」と追い返された挙句、家の中から衣笠の連れ子が楽しく過ごしている声を聞いて、相当にショックを受けたとのこと。このことは後年までずっと怨みとして記憶しており、仁鶴にこの出来事を話して「俺は絶対、あれに仕返ししたる」と恨み節を吐いていたこともあったという。
一度目の結婚では、仁鶴・永隆子と同時に、よく落語会を開いていた自安寺で結婚式を挙げる予定だったが、当日に枝鶴自身が欠席するトラブルを起こし、仁鶴の命で代わりに席には笑福亭鶴光が座る一幕があった。のち、一度目の結婚は破綻した。
浪曲や河内音頭の大ファンであった。十八番だった『竹の水仙』は初代京山幸枝若に直々口立て稽古をつけてもらったネタである。

## 弟子
- 6代目笑福亭枝鶴（2010年10月21日までは、笑福亭小つる）